# 园田勇
园田勇（1946年11月4日—）是一名日本男子柔道运动员。他在1976年蒙特利尔夏季奥林匹克运动会中，参加了男子柔道比赛并获得80公斤级金牌。